# 種子島時次
種子島 時次（たねがしま ときつぐ、弘治2年9月11日（1556年10月14日） - 永禄5年10月1日（1562年10月28日））は、戦国時代の種子島氏15代当主。島津氏の家臣。種子島時尭の長男。官名は左兵衛尉。

## 生涯
弘治2年（1556年）、種子島氏第14代領主・種子島時尭の長男として誕生。幼名は不詳。
父・時尭は薩摩国の戦国大名・島津忠良の娘を正室に迎えていたが、生まれたのは女子ばかりで、長らく跡継ぎとなる男子に恵まれなかった。そこで禰寝尊重の娘を側室に迎えて生まれたのが時次である。しかし、当時島津氏と禰寝氏は対立しており、時尭のこの行為は島津氏には裏切り以外の何物でもなく、時尭正室の怒りを買って夫妻は離婚している。
永禄3年（1560年）には元服して家督を譲られ、左兵衛尉時次を名乗る。この時まだ数え5歳であり、戦国時代において父存命中にこのような幼少で家督相続するのは非常に珍しい。
ところが、そのわずか2年後の永禄5年（1562年）、夭折。法号は要法院殿日要大居士。時次の死後、当時他に男子のいなかった時尭は再び種子島氏の当主となり、険悪化していた島津氏との仲も次女が島津義久の後妻となったことで改善に向かった。